# جامعة بارثينوبي في نابولي
جامعة بارثينوبي في نابولي (بالإيطالية: Università degli Studi di Napoli "Parthenope")‏ هي إحدى الجامعات الإيطالية التي تضمها مدينة نابولي.

## تاريخ الجامعة
تأسست جامعة بارثينوبي عام 1920 تحت اسم "المعهد الملكي البحري الفني (بالإيطالية: Regio Istituto Superiore Navale)‏، بهدف ترقية الدراسات الرامية إلى تطوير الاقتصاد البحري وتقنيات الملاحة البحرية.
وفي ثلاثينيات القرن العشرين، شهد المعهد المزيد من النمو والتطوير، وغُير اسمه إلى «المعهد الجامعي البحري» (بالإيطالية: Istituto Universitario Navale)‏، ولعب دورًا استراتيجيًا أثناء الحقبة الفاشية، فقد ساعدت حسابات خبراء المعهد على تحديد أفضل المسارات الجوية الملائمة لتحليق الطائرات البحرية الإيطالية «تراسفولاتا أتلانتيكا» (بالإيطالية: Trasvolata Atlantica)‏ في رحلاتها العابرة للمحيطات، فنجحت العديد من تلك الطائرات في الوصول إلى نيويورك انطلاقًا من قاعدتها في أوربيتيليلو، ونجحت ـ في رحلة لاحقة ـ في بلوغ أمريكا الجنوبية، وكان ذلك نجاحًا تقنيًا وسياسيًا باهرًا للنظام الفاشي الحاكم.
كما شهدت جنبات الجامعة أثناء الحرب العالمية الثانية تصميم العلماء وتصنيعهم لأول رادار إيطالي، غير أن السلطات السياسية أوقفت المشروع؛ إذ لم تتفهم آنذاك أهمية هذا الاختراع.

## أقسام الجامعة
تضم جامعة بارثينوبي خمسة أقسام أكاديمية هي:
- قسم الاقتصاد
- قسم علوم التمرين والرياضة
- قسم العلوم والتقنية
- قسم القانون
- قسم الهندسة

## وصلات خارجية
- (بالإيطالية) الموقع الرسمي للجامعة